# توماس فيليب واتسون
توماس فيليب واتسون (بالإنجليزية: Thomas Philip Watson)‏ هو كاهن وسياسي أمريكي، ولد في 31 أغسطس 1933، وتوفي في 1 مارس 2015. حزبياً، نشط في الحزب الجمهوري. وقد انتخب عضو مجلس ولاية أوكلاهوما.